# Viktóriya Késar
Viktóriya Yúrivna Késar –en ucraniano, Вікторія Юріївна Кесарь– (Zaporiyia, 11 de agosto de 1993) es una deportista ucraniana que compite en saltos de trampolín.
Ganó seis medallas en el Campeonato Europeo de Natación entre los años 2017 y 2022.

## Palmarés internacional
| Campeonato Europeo | Campeonato Europeo    | Campeonato Europeo | Campeonato Europeo         |
| Año                | Lugar                 | Medalla            | Prueba                     |
| ------------------ | --------------------- | ------------------ | -------------------------- |
| 2017               | Kiev (Ucrania)        | Medalla de plata   | Trampolín 3 m sincro mixto |
| 2017               | Kiev (Ucrania)        | Medalla de plata   | Equipo mixto               |
| 2018               | Glasgow (Reino Unido) | Medalla de bronce  | Trampolín 3 m sincro mixto |
| 2019               | Kiev (Ucrania)        | Medalla de oro     | Trampolín 3 m sincro mixto |
| 2019               | Kiev (Ucrania)        | Medalla de bronce  | Trampolín 3 m sincro       |
| 2022               | Roma (Italia)         | Medalla de plata   | Equipo mixto               |